# Valdeprados
Valdeprados es un municipio y localidad española de la provincia de Segovia, en la comunidad autónoma de Castilla y León. El término municipal, que incluye también la pedanía de Guijasalbas, cuenta con una población de 60 habitantes (INE 2024).

## Toponimia

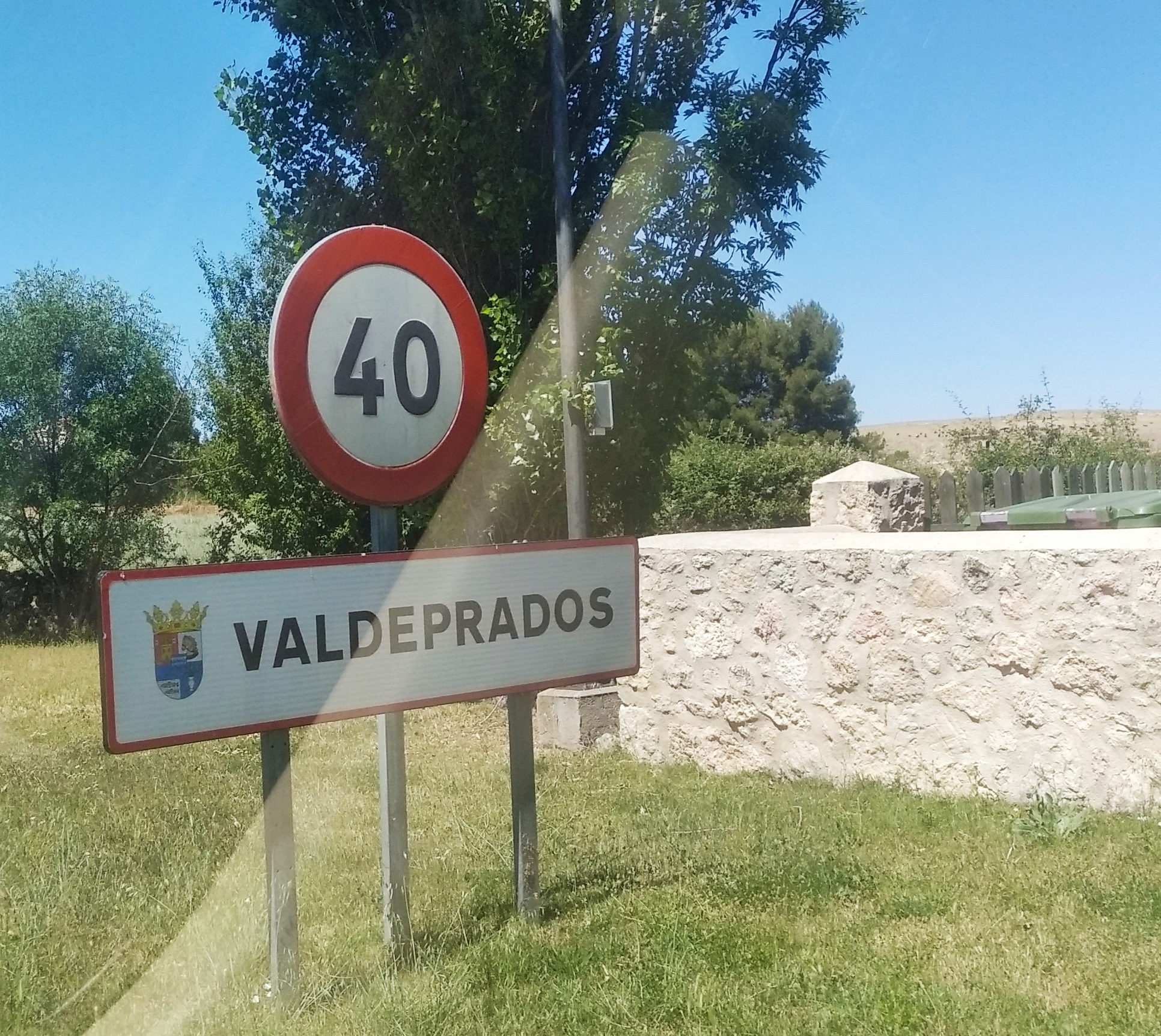
Nombre de la localidad en la señal que indica la entrada a la zona urbanizada

El topónimo deriva del latín vallem ‘valle, hueco’ y prātos ‘prados’. Su significado sería el de «valle de los prados». Se trata de un lugar fundado al pie de la sierra, cerca del cordel de la Campanilla, en una zona dedicada a pastos para el ganado. Antiguamente se escribía separado, como Val de Prados.

## Geografía

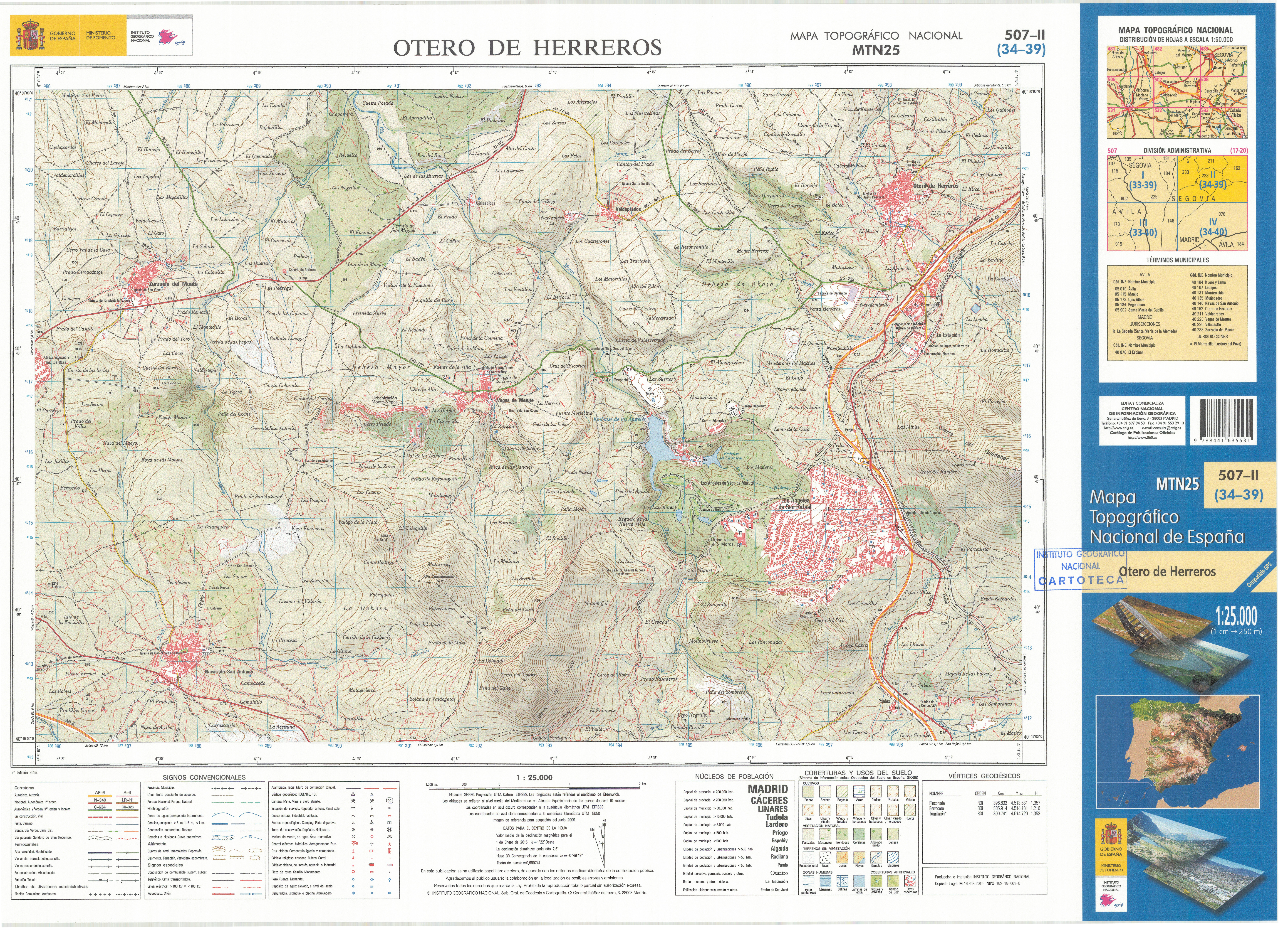
Fragmento de la hoja 507 del Mapa Topográfico Nacional de España de 2015 en el que se representa parte de Valdeprados

Integrado en la Comunidad de Ciudad y Tierra de Segovia, concretamente en el Sexmo de San Martín, se sitúa a 24 km del centro de la capital segoviana. El término municipal está atravesado por la carretera N-110 entre los pK 211 y 215, y por la carretera provincial SG-723, que permite la comunicación con Otero de Herreros. 
El relieve del municipio es montañoso, aunque suavizado por la presencia del río Moros y algunos arroyos, en la transición entre el Sistema Central y la Submeseta Norte. Destacan los montes Canto del Gallego (1036 m) cerca del pueblo, y Posada (1036 m), al noroeste. La altitud oscila entre los 1036 m y los 930 m. El pueblo se alza a 984 m sobre el nivel del mar. 
El municipio incluye la pedanía de Guijasalbas. Antiguamente existió el despoblado de Carrascal, en un paraje llamado Los Barriales, situado a 650 m al ENE.
| Noroeste: Zarzuela del Monte | Norte: Segovia       | Noreste: Segovia y Otero de Herreros         |
| Oeste: Zarzuela del Monte    |                      | Este: Otero de Herreros                      |
| Suroeste: Zarzuela del Monte | Sur: Vegas de Matute | Sureste: Otero de Herreros y Vegas de Matute |

## Historia
Valdeprados fue pueblo con castillo, y de aquella fortaleza medieval queda todavía una torre (torreón de Velasco), llamada de los condes de Puñonrostro, en honor a los que fueron sus señores, entre ellos Juan Arias Dávila (posteriormente obispo de Segovia). Perteneció al Sexmo de San Martín de la Comunidad de ciudad y tierra de Segovia.
En la localidad se rodó la película Las ovejas no pierden el tren.

## Geografía humana

### Demografía
Cuenta con una población de 60 habitantes (INE 2024).
| Gráfica de evolución demográfica de Valdeprados entre 1842 y 2021 |
| |
| Población de derecho según los censos de población del INE Población de hecho según los censos de población del INEEntre el censo de 1857 y el anterior, crece el término del municipio porque incorpora a 405019 (Guijasalbas) |

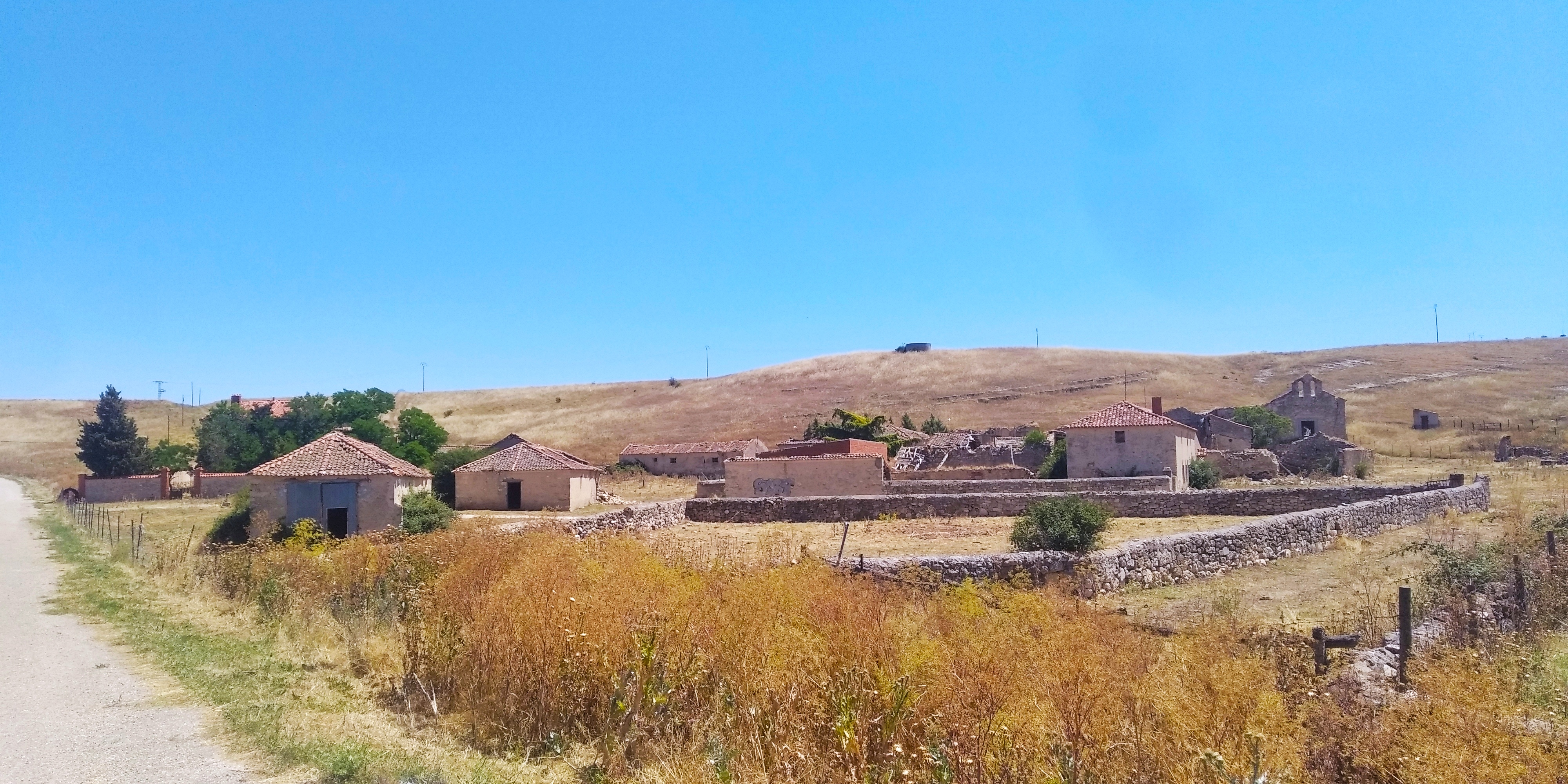
Guijasalbas vista desde la carretera que la conecta con la N-110

Los dos núcleos de población que integran el municipio tienen, según el INE 2021, el censo siguiente:
| Distribución de la población |             |
| Guijasalbas                  | Valdeprados |
| 4                            | 66          |

## Símbolos
El escudo heráldico y la bandera que representan al municipio fueron aprobados oficialmente el 20 de diciembre de 2007. El escudo se blasona de la siguiente manera: 

Escudo partido: 1, en campo de sinople una torre de oro; calzado de oro y cargada cada partición con una estrella de gules. 2, en campo de gules un acueducto de plata, puesto sobre diez rocas de lo mismo.
Boletín Oficial de Castilla y León n.º 30/2008 de 13 de febrero de 2008

La descripción textual de la bandera es la siguiente:

Paño cuadrado de Proporción 1:1, dividido verticalmente en dos franjas de la misma anchura, verde al asta y blanca al batiente. Sobrepuesto al centro del paño, el escudo municipal en sus colores.
Boletín Oficial de Castilla y León n.º 30/2008 de 13 de febrero de 2008

## Administración y política
| Periodo   | Nombre                                                                 | Partido |
| --------- | ---------------------------------------------------------------------- | ------- |
| 1979-1983 | Eladio Puente María                                                    | UCD     |
| 1983-1987 | Isidoro Gila Pastor                                                    | CP      |
| 1987-1991 | Isidoro Gila Pastor                                                    | PDP     |
| 1991-1995 | Isidoro Gila Pastor                                                    | PSOE    |
| 1995-1999 | Javier Cubo María                                                      | AE      |
| 1999-2003 | Javier Cubo María                                                      | PSOE    |
| 2003-2007 | José Velasco Aparicio                                                  | PSOE    |
| 2007-2011 | José Velasco Aparicio (2007-2008)José Luis García Arribas (17/05/2008) | PSOE    |
| 2011-2015 | José Luis García Arribas                                               | PP      |
| 2015-2019 | José Luis García Arribas                                               | PP      |
| 2019-2023 | José Luis García Arribas                                               | PP      |
| 2023-act. | José Luis García Arribas                                               | PP      |

## Cultura

### Patrimonio
- El torreón de los condes de Puñonrostro. Bajo la protección de la Declaración genérica del Decreto de 22 de abril de 1949, y la Ley 16/1985 sobre el Patrimonio Histórico Español;
- Iglesia Santa Eulalia de Mérida;[9]
- El Puente de Los Enamorados, antiguo puente de piedra y madera que cruza el río Moros.[10][11]

### Fiestas
- Santa Eulalia, patrona, el 10 de diciembre;[12]
- San José, el 19 de marzo;
- San Isidro, el 15 de mayo;
- Santa Bárbara, el tercer domingo de mayo[10]
- Fiesta de la juventud, en agosto[9]
- Convivencia Vecinal, la tercera semana de agosto.

### Leyenda de El Puente de los Enamorados
Situada en la época medieval, trata de dos jóvenes de la misma edad llamados Rodrigo y Guiomar. Él era de gran linaje y estaba destinado por su padre a la torre de Valdeprados alejándole de las guerras y ella era hija de un honrado hidalgo y vivía en el castillo del vecino Vegas de Matute. Estaban muy enamorados y eran inseparables. Cuando cumplieron 16 años el padre de Rodrigo decidió llevárselo para casarlo adecuadamente. Se juntaron por última vez en este puente y siendo conscientes de lo mucho que se amaban murieron de tristeza abrazados entre lágrimas. Desde entonces este paraje se conoce como el puente de los enamorados.